# La Française et l'Amour
La Française et l'Amour és una pel·lícula d'antologia francesa formada per set esquetxos del 1960 protagonitzada per Jean-Paul Belmondo i Dany Robin. La pel·lícula va ser un gran èxit a França amb 3.056.736 entrades. Fou dirigida per 
- Henri Decoin: L'Enfance
- Jean Delannoy: L'Adolescence
- Michel Boisrond: La Virginité
- René Clair: Le Mariage
- Henri Verneuil: L'Adultère
- Christian-Jaque: Le Divorce
- Jean-Paul Le Chanois: La Femme seule

## Esquema

### 1 - L'Enfance
Gisèle Bazouche, de nou anys, pregunta als seus pares "d'on surten els fills"? Sense saber què respondre-li, aquests, conserges d'un edifici parisenc, demanen l'ajuda de diversos llogaters: una prostituta, un coronel i un professor.

#### Repartiment
- Pierre-Jean Vaillard: Monsieur Eugène Bazouche
- Jacqueline Porel: Madame Bazouche
- Darry Cowl: el professor Dufieux
- Noël Roquevert: Coronel Chappe
- Jacques Duby: Victor
- Paulette Dubost: Madame Tronche
- Micheline Dax: Mademoiselle Lulu

### 2 - L'Adolescence
Bichette Martin sent les seves primeres emocions adolescents. Espantada davant del metge de família trucat com a reforç, llavors està molt menys a la platja. Els seus pares no saben què fer per evitar que faci petons als nois. Al mateix temps somia amb el Príncep Encantador, en les formes més modernes.

#### Repartiment
- Sophie Desmarets: Lucienne Martin, la mare
- Pierre Mondy: Édouard Martin, el pare
- Annie Sinigalia: Bichette Martin, la fille
- Roger Pierre: el príncep encantador
- François Nocher: Jacques
- Pierre-Louis: el metge
- Simone Paris: la dama al ves`re
- Jean Desailly: la voix du speaker

### 3 - La Virginité
La jove Ginette està compromesa amb François. Aquest últim està molest, perquè la Ginette, encara verge, voldria esperar fins a casar-se per consumar. Els enamorats finalment decideixen consumar després d'una nit.

#### Repartiment
- Valérie Lagrange: Ginette
- Pierre Michael: François
- Nicole Chollet: la mare de Ginette
- Marie-Thérèse Orain: una perruquera
- Joëlle Latour: una perruquera
- Charles Bouillaud: l'hostaler
- Pascal Mazzotti: el perruquer
- Paul Bonifas: el pare de Ginette

### 4 - Le Mariage
En el tren que els porta a la seva lluna de mel, els nuvis Line i Charles comencen a discutir per qüestions petites i a fer escenes de gelosia per la més mínima mirada o somriure intercanviat amb altres passatgers.

#### Repartiment
- Claude Rich: Charles, el marit
- Marie-José Nat: Line, l'esposa
- Yves Robert: el bigotut
- Jacques Fabbri: el porter SNCF
- Jacques Marin: el controlador SNCF

### 5 - L'Adultère
Nicole es desil·lusiona al costat del seu marit Jean-Claude, un home pagat de si mateix. Comença a coquetejar amb Gilles, un jove ben plantat. Jean-Claude descobreix la seva relació per casualitat i hi posarà fi mentre continua mantenint les seves discretes relacions adúlteres.

#### Repartiment
- Dany Robin: Nicole
- Paul Meurisse: Jean-Claude
- Jean-Paul Belmondo: Gilles
- Claude Piéplu: Monsieur Berton-Marsac, el negociant
- Bernard Musson: le serveur
- Kessler Twins: minyones de Jean-Claude

### 6 - Le Divorce
Danielle i Michel es divorcien, prometent mantenir-se en bons termes. Els seus advocats i la seva família s'encarregaran de crear greuges i convertir la seva relació en baralles internes.

#### Repartiment
- François Périer: Michel
- Annie Girardot: Danielle
- Denise Grey: la mare de Danielle
- Jean Poiret: un advocat
- Michel Serrault: un advocat
- Francis Blanche: el jutge Marceroux
- Alfred Adam: l'amic de Michel
- Georges Chamarat: el jutge

### 7 - La Femme seule
Basada en una narració curta de Marcel Aymé. Un lladre, Désiré, utilitza el seu talent com a seductor per robar tres conquestes femenines solitàries.

#### Repartiment
- Robert Lamoureux: Désiré
- Martine Carol: Éliane
- Silvia Monfort: Gilberte
- Simone Renant: l'advocat
- Robert Rollis: el jugador de ping-pong
- Suzanne Nivette: Mademoiselle Mangebois
- Paul Villé: el president del tribunal

## Recepció
La pel·lícula va tenir èxit de públic en aquell moment, aconseguint vendre 3.056.736 entrades a França.

Per Jean de Baroncelli, 
| « | dos [esquetxos semblen] especialment reeixits: el tractat per René Clair (matrimoni), cisellat, encavallat, eliminat magistralment, i el fet per Henri Verneuil (adulteri), que deu gran part del seu picant a la interpretació enlluernadora de Paul Meurisse, Jean-Paul Belmondo i Dany Robin | » |

.
Si les crítiques de l'època -dubtoses sobre l'interès de basar la pel·lícula en una enquesta d'opinió- són força positives, i malgrat la plètora d'actors i actrius que els espectadors estaran encantats de trobar plegats, la retrospectiva fa que la pel·lícula sigui jutjada més suaument pels internautes, que la valoren amb una mitjana de 2,9/5 a Allociné i 5/9 a Sens critique